# Battaglia navale di Hakodate
La battaglia navale di Hakodate (函館湾海戦?, Hakodatewan Kaisen) si combatté dal 4 al 10 maggio 1869, fra le forze navali rimanenti dello Shogunato Tokugawa, riunite sotto le forze armate della Repubblica di Ezo, e la neoformata Marina imperiale giapponese. Lo scontro navale avvenne nelle fasi finali della battaglia di Hakodate nel corso della guerra Boshin, nei pressi di Hakodate sull'isola giapponese di Hokkaidō.

## Forze della Repubblica di Ezo
La squadra navale della Repubblica di Ezo era comandata dalla nave da battaglia Kaiten. La flotta, in origine, consisteva in otto navi a vapore: la Kaiten, la Banryu, la Chiyodagata, la Chogei la Kaiyo Maru, la Kanrin Maru, la Mikaho e la Shinsoku. Di queste, le ultime due erano state affondate in un precedente scontro di fronte a Esashi, mentre la Kanrin Maru era stata catturata dalle forze imperiali dopo essere stata danneggiata dal maltempo. La perdita delle due unità maggiori ridusse notevolmente la forza messa in campo dalla Repubblica di Ezo.

## Forze dell'Impero giapponese
Una nuova flotta era stata costituita attorno alla corazzata Kōtetsu, acquistata dagli Stati Uniti. Le altre navi in forza alla marina imperiale giapponese erano: la Kasuga, la Hiryū, la Teibo, la Yoharu, la Moshun, che erano state fornite dai domini Saga, oltre alla Chōshū e alla Satsuma giunte con il nuovo governo Meiji nel 1868.
Il nascente governo imperiale iniziò con una forza navale notevolmente minore rispetto a quella della Repubblica di Ezo, in termini di navi (la maggior parte erano unità dei domini occidentali) e addestramento. Ma la perdita delle due unità più grandi della Repubblica di Ezo e la consegna della moderna Kōtetsu, nell'aprile 1868, da parte degli Stati Uniti al governo imperiale, capovolse il rapporto di forza fra le due marine. Inoltre la marina imperiale ricevette in nolo due navi trasporto truppe da parte degli Stati Uniti.

## La battaglia

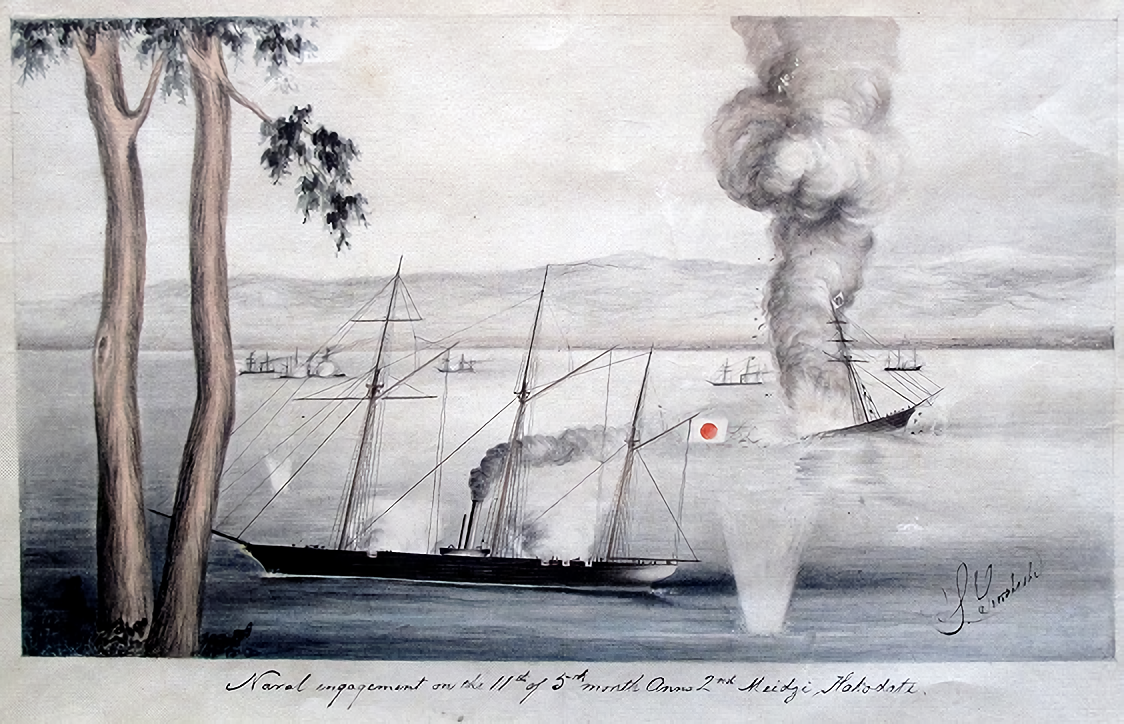
L'affondamento della Chōyō da parte della Banryū

La flotta imperiale sostenne lo sbarco delle truppe sull'isola di Hokkaidō, distruggendo le fortificazioni costiere e attaccando le navi repubblicane. Il 4 maggio la Chiyodagata fu catturata dalle forze imperiali e il 7 la Kaiten fu gravemente danneggiata e resa inutilizzabile. La Banryū riuscì ad affondare la nave imperiale Chōyō, per poi affondare anch'essa per i danni subiti. La marina imperiale vinse lo scontro che portò alla resa finale della Repubblica di Ezo il 30 maggio 1869.
Navi di potenze straniere — la HMS Pearl britannica e la Coetlogon francese — incrociarono osservando lo scontro rimanendo neutrali. Il capitano francese Jules Brunet che addestrò e collaborò all'organizzazione delle difese si arrese sulla Coetlogon l'8 giugno 1869.
Il futuro ammiraglio Tōgō Heihachirō partecipò alla battaglia come ufficiale di terza classe sulla Kasuga.